# Керіх (комуна)
Керіх (люксемб. Käerch, фр. Koerich, нім. Koerich) — комуна Люксембургу. Входить до складу кантону Капеллен в окрузі Люксембург.

## Географія
Площа території комуни становить 18,88 км² (63-є місце за цим показником серед 116 комун Люксембургу).
Висота найвищої точки комуни над рівнем моря становить 368 метрів (87-е місце за цим показником серед комун країни), найнижчої — 262 метрів (72-е місце).

## Демографія
Станом на 2011 рік на території комуни мешкало 2 164 ос.
Динаміка чисельності населення:

## Адміністративний поділ
До складу комуни входять такі поселення:
| Поселення | Населення за даними переписів: | Населення за даними переписів: | Населення за даними переписів: |
| Поселення | на 31.03.1981                  | на 01.03.1991                  | на 15.02.2001                  |
| --------- | ------------------------------ | ------------------------------ | ------------------------------ |
| Гебланж   | 287                            | 292                            | 425                            |
| Гецанж    | 267                            | 291                            | 333                            |
| Керіх     | 837                            | 934                            | 1 044                          |